# Balalaïka contrebasse

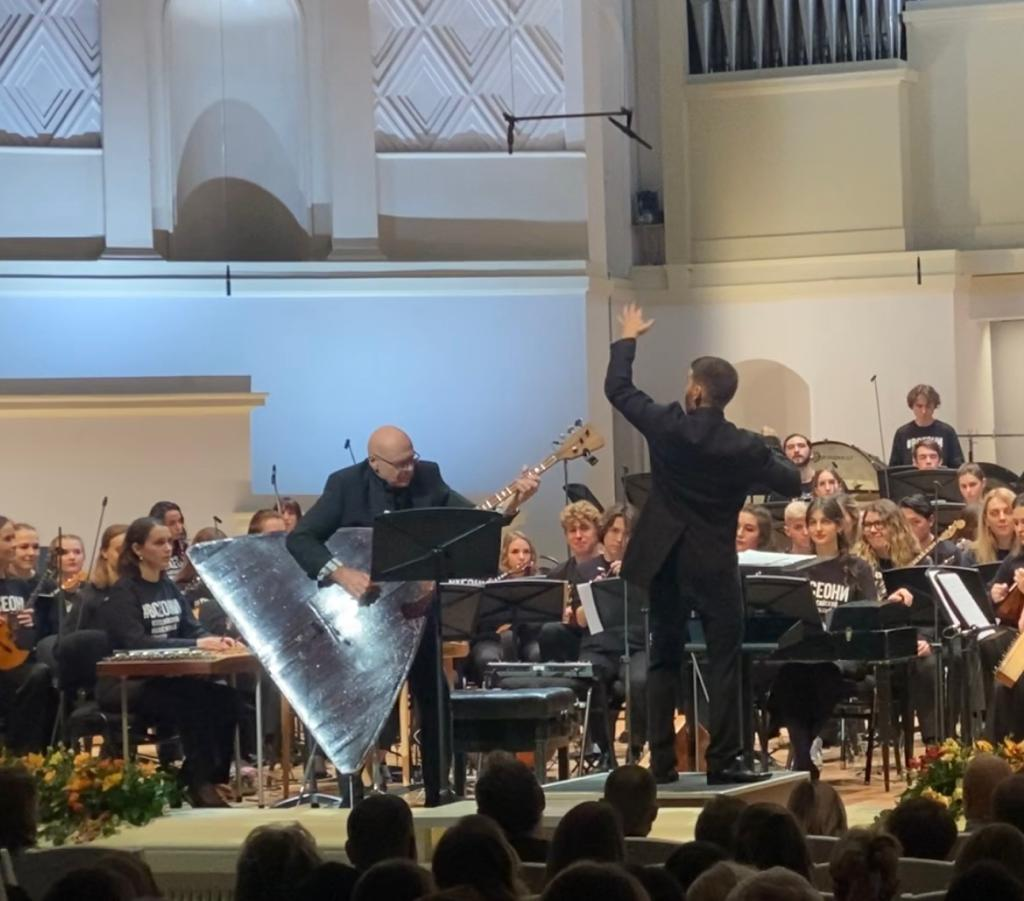
Une balalaïka contrebasse jouée au sein d'un orchestre de musique classique (2023).

La balalaïka contrebasse (russe : Балалайка-контрабас, balalaïka-kontrabas), est un instrument à cordes de la famille des balalaïka. Elle correspond à la contrebasse dans la famille des violons et à la guitare basse dans la famille des guitares. C'est l'instrument le plus grand de toutes les balalaïkas.
Cet instrument est de forme triangulaire et possède trois cordes, accordées Mi - La - Ré. Elle peut se jouer aux doigts ou avec un plectre en cuir et est dotée d'une pique pour la faire tenir au sol. 
La balalaïka contrebasse est essentiellement utilisée dans la musique traditionnelle russe.